# Noord-Aziatische modderkruiper
De Noord-Aziatische modderkruiper (Misgurnus mohoity) is een straalvinnige vissensoort uit de familie van de modderkruipers (Cobitidae). De wetenschappelijke naam van de soort werd door Benedykt Dybowski in 1869 als Cobitis fossilis mohoity, een ondersoort van de grote modderkruiper, gepubliceerd.

## Invasieve exoot
De soort staat sinds 2025 op de Unielijst voor invasieve uitheemse soorten.